# 25630 Sarkar
25630 Sarkar è un asteroide della fascia principale. Scoperto nel 2000, presenta un'orbita caratterizzata da un semiasse maggiore pari a 2,7823538 UA e da un'eccentricità di 0,0279531, inclinata di 3,37511° rispetto all'eclittica.